# Celleporina solida
Celleporina solida är en mossdjursart som beskrevs av Florence, Hayward och Gibbons 2007. Celleporina solida ingår i släktet Celleporina och familjen Celleporidae. Inga underarter finns listade i Catalogue of Life.